# Eingriffsermächtigung
Eine Eingriffsermächtigung, Befugnisnorm, Ermächtigungsgrundlage oder Ermächtigungsnorm ist eine Rechtsnorm, die den Eingriff in ein Grundrecht durch die Verwaltung bzw. die Justiz verfassungsrechtlich rechtfertigen soll. Steht die Einschränkbarkeit eines Grundrechts unter Gesetzesvorbehalt, darf das Grundrecht nur durch (formelles) Gesetz oder aufgrund eines solchen Gesetzes (Rechtsverordnung, Satzung, Verwaltungsakt, Urteil) eingeschränkt werden.
Eine staatliche Maßnahme, die ohne gesetzliche Rechtsgrundlage in Grundrechte mit Gesetzesvorbehalt eingreift, ist verfassungswidrig.

## Abgrenzung zur Aufgabenzuweisungsnorm
Wegen dieser grundrechtlichen Bedeutung muss die Eingriffsermächtigung als Befugnisnorm scharf unterschieden werden von einer bloßen Aufgabenzuweisungsnorm. Das bedeutet: dass einer Behörde durch Gesetz eine bestimmte Aufgabe zugewiesen wird, sagt noch nichts darüber aus, ob sie zur Erfüllung dieser Aufgabe auch in Grundrechte der Bürger eingreifen darf. Der Schluss von der Aufgaben- auf die Befugnisnorm ist unzulässig.
Die Unterscheidung wird deutlich etwa an der polizeilichen Generalklausel (hier Polizeigesetz Baden-Württemberg):

„Die Polizei hat die Aufgabe, von dem einzelnen und dem Gemeinwesen Gefahren abzuwehren, durch die die öffentliche Sicherheit oder Ordnung bedroht wird, und Störungen der öffentlichen Sicherheit oder Ordnung zu beseitigen, soweit es im öffentlichen Interesse geboten ist.“

„Die Polizei hat innerhalb der durch das Recht gesetzten Schranken zur Wahrnehmung ihrer Aufgaben diejenigen Maßnahmen zu treffen, die ihr nach pflichtmäßigem Ermessen erforderlich erscheinen.“

Während § 1 nur sagt, welche Aufgabe die Polizei hat (Gefahrenabwehr), sagt § 3 (neben anderen Normen), welche grundrechtseinschränkenden Maßnahmen sie zur Erfüllung dieser Aufgaben treffen darf (nämlich diejenigen, die ihr nach pflichtmäßigem Ermessen erforderlich erscheinen). So kann die Polizei etwa eine Streifenwagenfahrt, die niemanden in Grundrechten beeinträchtigt, schon auf Grund des § 1 PolG unternehmen. Ein Platzverweis muss dagegen als Grundrechtseingriff auch auf § 27a PolG-BW gestützt werden.
Das Bundesverfassungsgericht ist allerdings dann großzügiger, wenn es um Grundrechtseingriffe durch im Rahmen der Staatsleitung vorgenommene Informationshandlungen (amtliche Warnungen) geht. Dann soll – was die Literatur allerdings überwiegend ablehnt – eine Aufgabenzuweisung als Eingriffsermächtigung genügen.

## Verfassungsrechtliche Anforderungen an die Eingriffsermächtigung
Gesetze, die in Grundrechte eingreifen, müssen formell und materiell rechtmäßig sein.
Zu den Rechtmäßigkeitsanforderungen gehören das Zustandekommen in einem ordentlichen Gesetzgebungsverfahren, das Verbot des Einzelfallgesetzes, die Einhaltung des Zitiergebots, die Wesensgehaltsgarantie sowie die hinreichende Bestimmtheit und die Verhältnismäßigkeit.
Bei Grundrechten mit qualifiziertem Gesetzesvorbehalt, z. B. der Meinungsfreiheit, dem Brief-, Post- und Fernmeldegeheimnis oder der Freizügigkeit  muss das Gesetz außerdem an bestimmte Situationen oder Anlässe anknüpfen, darf nur bestimmten Zwecken dienen oder nur bestimmte Mittel benutzen (Art. 5 Abs. 2, Art. 10 Abs. 2, Art. 11 Abs. 2 GG).
Das ist unproblematisch, wenn es sich um spezielle, eng auf einen bestimmten Anwendungsfall zugeschnittene Ermächtigungen handelt (etwa die polizeilichen Standardmaßnahmen).
Generalklauseln wie im obigen Beispiel sind dagegen problematisch. Die polizeiliche Generalklausel wird daher nur deshalb für verfassungsgemäß gehalten, weil einerseits speziellere Eingriffsermächtigungen für typische Maßnahmen existieren und andererseits eine ständige Rechtsprechung die Generalklausel konkretisiert hat. Letztlich kommt die Gefahrenabwehr ohne einen solchen Auffangtatbestand auch nicht aus, weil es gerade auch darum geht, auf unerwartete und neue Gefahren angemessen reagieren zu können.